# Peter and the wolf
Peter and the wolf is een studioalbum van Jack Lancaster en Robin Lumley.
Lancaster en Lumley werden door regisseur Hugh Raggart gevraagd muziek te leveren voor de animatiefilm Peter and the wolf. In die film werd het muzikale sprookje van Peter en de wolf van Sergej Prokofjev verbeeldt. Een volledig symfonieorkest zat er budgettechnisch niet in. Lancaster en Lumley zette de klassieke muziekinstrumenten om naar rockinstrumentarium en nodigde een keur aan bekende musici uit. Zelf schreven ze aanvullende muziek. Opnamen vonden plaats in de Trident Studios. Niet veel later, eind 1976, kon worden vastgesteld, dat de kern van deelnemende musici, exclusief Lancaster, zich hadden getransformeerd tot Brand X (Lumley, Goodsall, Jones en Collins). De uitgifte van het album op RSO Records ging gepaard met een uitgebreid boekwerkje met tekeningen die het verhaal verduidelijkten.
In 1993 volgde een cd-uitgave via Zok Records (ZCDPW011) zonder enige informatie (behalve de lijst met musici). Ook in de 21e eeuw volgden heruitgave, waaronder één van Esoteric Recordings in 2021.
De muziek werd gepubliceerd door Hit & Run, destijds ook uitgever van de muziek van Genesis, waarvan drummer Phil Collins meedeed.

## Musici
- Viv Stanshall – verteller
- Julie Tippett – tekstloze zang (track 1), zang (track 21)
- Bernie Frost – stem (track 19)
- Gary Moore – gitaar (track 1, 2, 4, 6, 8, 9, 16, 19, 20, 21)
- John Goodsall – gitaar (track 3, 8, 9, 14, 16)
- Peter Haywood - gitaar (track 2, 3)
- Alvin Lee – gitaar (track 7, 21)
- Chris Spedding – gitaar (track 12)
- Percy Jones – basgitaar (track 2, 3, 8, 9, 12, 14, 16, 21)
- Andy Pyle – basgitaar (track 4, 19)
- David Marquee – basgitaar (track 7, 10)
- Robin Lumley – toetsinstrumenten (track 1, 2, 3, 4, 9, 11, 12, 14, 16, 17, 19, 21)  klarinet (track 8)
- Keith Tippett – piano (track 5)
- Brian Eno – synthsizer (track 11, 12, 14, 17)
- Manfred Mann – synthesizer (track 2)
- Gary Brooker – synthesizer (track 3, 6)
- Jack Lancaster – lyricon (track 1, 9, 17, 18, 19, 21), saxofoon (track 2, 9, 19, 21), dwarsfluit (track 18), klarinet (track 21), viool (track 14)
- Cozy Powell – drumstel (track 2, 18)
- Jon Hiseman en Bill Bruford - snaardrums (track 18)
- Phil Collins – drumstel (track 3, 5, 8, 9, 12, 14, 16, 19, 21) percussie (track 17, 18)
- Erika Michailenko – bellen (track 1, 5)
- Stephane Grappelli – viool (track 7, 10, 15)
- Henry Lowther - viool (track 8), trompet (track 18)
- Geoff Leach – dirigent van het English Chorale (track 13)
- Bob Sargent, Erika Michailenko, Bernie Frost (koor 21)

## Muziek
| Nr. | Titel                              | Duur |
| --- | ---------------------------------- | ---- |
| 1.  | Introduction (Lancaster, Lumley)   | 1:05 |
| 2.  | Peter’s theme                      | 2:10 |
| 3.  | Bird and Peter (Lancaster, Lumley) | 0:38 |
| 4.  | Duck theme (Lancaster, Lumley)     | 1:00 |
| 5.  | Pond (Lancaster, Lumley)           | 0:46 |
| 6.  | Duck and bird (Lancaster, Lumley)  | 2:11 |
| 7.  | Cat dance                          | 2:37 |
| 8.  | Cat and duck (Lancaster, Lumley)   | 1:32 |
| 9.  | Grandfather (Lancaster, Lumley)    | 3:04 |
| 10. | Cat                                | 0:34 |
| 11. | Wolf                               | 0:46 |
| 12. | Wolf and duck (Lancaster, Lumley)  | 3:46 |

| Nr. | Titel                                         | Duur |
| --- | --------------------------------------------- | ---- |
| 1.  | Threnody for a duck (Lancaster, Lumley)       | 1:51 |
| 2.  | Wolf stalks (Lancaster, Lumley)               | 0:57 |
| 3.  | Cat in tree (Lancaster, Lumley)               | 2:13 |
| 4.  | Peter’s chase (Lancaster, Lumley)             | 1:45 |
| 5.  | Capture of wolf                               | 1:27 |
| 6.  | Hunters (Lancaster, Lumley)                   | 0:58 |
| 7.  | Rock and roll celebration (Lancaster, Lumley) | 2:38 |
| 8.  | Duck escape                                   | 1:11 |
| 9.  | Final theme                                   | 5:07 |